# Big Buck Bunny
Big Buck Bunny je krátký animovaný film z institutu Blender, části nadace Blender. Stejně jako předchozí film nadace, Elephants Dream, i tento je celý vytvořen pomocí open source softwaru. Práce začala v říjnu 2007 a distribuován byl v roce 2008.
Film je první projekt nadace Blender vytvořený institutem Blender, pobočkou nadace starající se o tvorbu otevřených filmů a her. Film je financován nadaci Blender, příspěvky komunity Blenderu, předprodejem DVD s filmem a komerčním sponzorstvím. Jak finální produkt, tak veškerá produkční data jako animace, postavy a textury budou vydány pod licencí Creative Commons.